# Plavi anđeo (1930.)
Plavi anđeo (njem. Der blaue Engel) njemački je crno-bijeli film iz 1930. godine, redatelja Josefa von Sternberga. Film je snimljen prema romanu Professor Unrat njemačkog pisca Heinricha Manna.

## Radnja
Profesor Immanuel Rath se zaljubljje u Lolu-Lolu, pjevačicu u noćnom klubu. Njih dvoje započinju vezu, međutim kada to izlazi u javnost profesor dobiva otkaz. Par se vjenča ali u nedostatku posla profesor spada tako nisko da nastupa u noćnom klubu kao klaun.

## O filmu
Film je snimiljen u dvije inačice, jedna na njemačkom a druga na engleskom jeziku.

## Uloge (izbor)
- Emil Jannings - profesor Immanuel Rath
- Marlene Dietrich - Lola Lola
- Kurt Gerron - Kiepert, mađioničar
- Rosa Valetti - Guste, mađioničareva supruga
- Eduard von Winterstein - rektor
- Hans Albers - Mazeppa, snagator
- Reinhold Bernt - klaun
- Hans Roth kao skrbitelj škole
- Rolf Müller kao učenik Angst
- Roland Varno kao učenik Lohmann
- Carl Balhaus kao učenik Ertzum
- Robert Klein-Lörk kao učenik Goldstaub
- Charles Puffy kao Innkeeper
- Wilhelm Diegelmann kao Kapetan
- Gerhard Bienert kao Policajac
- Ilse Fürstenberg kao Rathova djeveruša

## Poznate skladbe
Poznate pjesme izvedene u filmu:
- "Ich bin von Kopf bis Fuß auf Liebe eingestellt"
- "Ich bin die fesche Lola"
- "Nimm Dich in Acht vor blonden Frau'n"
- "Kinder, heut' abend, da such' ich mir was aus" 
  - glazba Friedrich Hollaender, stihovi Robert Liebmann,[1] pjeva Marlene Dietrich
- "Ein Mädchen oder Weibchen wünscht Papageno sich!" 
  - djelo Wolfganga Amadeusa Mozarta, iz opere Čarobne frule

## Vanjske poveznice
- Plavi anđeo (njemačka inačica) u internetskoj bazi filmova IMDb-a
- Plavi anđeo (engleska inačica) u internetskoj bazi filmova IMDb-a
- Plavi anđeo - sadržaj na Internet Archiveu
- Plavi anđeo na Rotten Tomatoesu
- Plavi anđeo[neaktivna poveznica] na filmskoj bazi podataka Turnerovih filmskih klasika
- Plavi anđeo na AllMovieu
- Îngerul Albastru  Arhivirana inačica izvorne stranice od 18. svibnja 2006. (Wayback Machine) na Odeon Theatre (rum.)
- Dissecting 'The Blue Angel' - a structure breakdown  Arhivirana inačica izvorne stranice od 13. srpnja 2011. (Wayback Machine)